# Dillwynella voightae
Dillwynella voightae is een slakkensoort uit de familie van de Skeneidae. De wetenschappelijke naam van de soort is voor het eerst geldig gepubliceerd in 2011 door Kunze.